# Паласиос, Шейннис
Шейннис Алондра Паласиос Корнехо (исп. Sheynnis Alondra Palacios Cornejo; род. 30 мая 2000, Манагуа) — никарагуанская модель, завоевавшая титул «Мисс Вселенная 2023», стала первой никарагуанкой, выигравшей «Мисс Вселенная».
Ранее она была победительницей «Мисс Мира Никарагуа 2020», «Мисс мира 2021» Топ-40 и «Мисс Никарагуа 2023».

## Биография
Родилась 31 мая 2000 года в Манагуа. Училась в Центральноамериканском университете (Манагуа), где получила степень в области массовых коммуникаций. В университете играла в волейбол.

## Конкурс красоты
Дебют Паласиос на конкурсе состоялся в 2016 году, когда она выиграла конкурс «Мисс Подросток Никарагуа 2016». Как Мисс Подросток Никарагуа 2016, Паласиос представляла свою страну на конкурсе «Подростковая Вселенная 2017» в Манагуа, Никарагуа, где она вошла в десятку лучших.
16 мая 2020 года Паласиос, представляющая столицу Манагуа, Паласиос выиграла корону Мисс Мира Никарагуа 2020. Из-за Пандемии COVID-19 конкурсы «Мисс мира 2020» и «Мисс мира 2021» были отменены. В 2022 году на 70-м конкурсе «Мисс мира» Паласиос представляла свою страну на конкурсе «Мисс мира 2021» в Сан-Хуан, Пуэрто-Рико. Паласиос вошла в топ-40, где победительницей стала Каролина Белявская из Польши.
5 августа 2023 года Паласиос завоевала титул «Мисс Никарагуа 2023», Паласиос представляла Никарагуа на «Мисс Вселенная 2023», где она стала пятой участницей от страны, вышедшей в полуфинал, и в конечном итоге стала первой никарагуанкой, выигравшей титул, а также второй женщиной из Центральной Америки, получившей корону Мисс Вселенная после Жюстин Пасек из Панамы в 2002 году. Однако Паласиос стала первым представителем Центральной Америки, выигравшим титул Мисс Вселенная, поскольку Пасек изначально заняла второе место и унаследовала титул победительницы конкурса после того, как первоначальная обладательница титула была свергнута.

## Личная жизнь
В сентябре 2024 года она подтвердила, что состоит в отношениях с Карлосом Гомесом «Эль Каньоном», бывшим венесуэльским бейсболистом.